# Kevin de Glendalough
San Kevin Hernando, abad de Glendalough, en Irlanda. Kevin o Coemgeno, en español, nació en 498, en el castillo de White Fountain, la Fuente Blanca, en el Reino de Leinster, en la isla de Irlanda. Era hijo de Coemlog y de su esposa Coemell, ambos pertenecientes a la casa real del reino de Leinster. El nombre del niño hace alusión a este hecho ya que significa "de apacible nacimiento". El prefijo Coe (plácido) es similar al prefijo griego Eu (bueno), y se aplicaba a los miembros de la casa real.
San Crónán de Roscrea lo bautizó y fue educado por san Petroc de Cumbria, con quien permaneció desde los 7 hasta los 12 años. Luego estudió con su tío Eogoin de Ardstraw, que había fundado el monasterio de Cualann, al sur de Dublín, por quince años y abrazó el estado monástico.
Después de visitar a los santos Columba, Comgall, y Cannich en Usneach (colina de Usni), en Westmeath, se dirigió a Clonmacnoise, donde san Kieran había muerto tres días antes de su llegada, en 544. Se dirigió entonces a Roma.
De regreso, habiendo oído hablar de la santidad de Kevin, el rey O'Toole de Glendalough envió una embajada a preguntarle cómo podría fortalecer a su ganso doméstico que había envejecido y se había debilitado tanto que era incapaz de volar. Kevin pidió en pago por su respuesta aquella tierra por la que el ganso volase. Como el ganso no podría tomar mucho vuelo, O'Toole aceptó. Cuando Kevin tocó al pájaro, este rejuveneció y voló sobre el valle entero, que más tarde fue utilizado para establecer el monasterio de Glendalough.
Fundó el monasterio con las reliquias que trajo de su peregrinaje a Roma. Esta casa fundó a su vez otras, y alrededor de ella creció una ciudad que se convirtió en sede episcopal, aunque actualmente está incluida en la archidiócesis de Dublín. Sirvió como abad por varios años. Cuando él vio que el monasterio estaba establecido, se retiró para vivir como ermitaño. Cuatro años más tarde, sin embargo, volvió a Glendalough y sirvió como abad hasta su muerte, ocurrida el 3 de junio de 618.
Fue un hombre que no disfrutaba de la compañía de otros, sino que estaba siempre en el bosque o en el campo con los animales, según las leyendas sobre su vida. Se retiraba al bosque que se extendía en las inmediaciones del monasterio y que tomó el nombre de Hollywood.
Luego de su muerte el monasterio fue dirigido por su sobrino Molibba, convirtiéndose en un centro de enseñanza cristiana muy importante donde floreció una comunidad religiosa que se enfrentó a las invasiones vikingas (siglo IX) pero finalmente fue sometida por los normandos en el siglo XI.
En gaélico irlandés, Glendalough significa "el valle (glen) de los dos (da) lagos (locha)".